# Gospodarczy typ drzewostanu
Gospodarczy typ drzewostanu (GTD) określa hodowlany cel gospodarowania, docelowo dla wieku dojrzałości rębnej, w formie pożądanej kolejności udziału głównych gatunków drzew zapisywanych wzrastająco; np. zapis GTD: So-Db, oznacza, że w wieku dojrzałości rębnej danego drzewostanu, gatunkiem panującym powinien być dąb, a współpanującym sosna.